# باسيل جيل
باسيل جيل (بالإنجليزية: Basil Gill)‏ هو ممثل بريطاني (وحمل سابقاً جنسية المملكة المتحدة لبريطانيا العظمى وأيرلندا)، ولد في 10 مارس 1877 في المملكة المتحدة، وتوفي بنفس المكان في 23 أبريل 1955.

## أعمال

### أفلام
- (1930) مدرسة الفضائح

## وصلات خارجية
- باسيل جيل على موقع IMDb (الإنجليزية)
- باسيل جيل على موقع قاعدة بيانات برودواي على الإنترنت (الإنجليزية)
- باسيل جيل على موقع قاعدة بيانات الفيلم (الإنجليزية)